# Вілл Сміт
Ві́ллард Крі́стофер (Вілл) Сміт молодший (англ. Willard Christopher 'Will' Smith, jr.; нар. 25 вересня 1968, Філадельфія, Пенсільванія) — американський актор, співак у стилі хіп-хоп (лауреат American Music Awards 1999). Триразовий номінант (2002, 2007, 2022), а також володар премії «Оскар» (2022), лауреат премій «Золотий глобус» (2022), «BAFTA» (2022), «Вибір кінокритиків» (2022), та премії Гільдії кіноакторів США (2022).
За підсумками 2019 року перебуває на 8-му місці рейтингу Forbes серед найвисокооплачуваніших акторів; його заробіток склав $44,5 млн (69-е місце в загальному рейтингу знаменитостей).

## Біографія

### Ранні роки життя
Народився 25 вересня 1968 року у Філадельфії, штат Пенсільванія, був другим з чотирьох дітей у сім'ї. Батько, Віллард Крістофер Сміт старший працював спеціалістом з холодильного устаткування, мав власне мале підприємство; матір Каролін (Брайт) була шкільним адміністратором. За власним визнанням Вілла, сім'я належала до середнього класу і діти мали можливості для навчання і безпечного дитинства. Коли Віллу виповнилося 13 років, його батьки розійшлися, у школі він навчався посередньо, але завдяки приємній зовнішності та почуттю гумору зажив поваги вчителів та шкільних товаришів. Саме в школі він уперше отримав прізвисько Принц, яке зберіг на довгий час і використовував пізніше у своїй акторській діяльності у зміненому вигляді — Свіжий Принц.
Ще в підлітковому віці Вілл цікавився музикою, зокрема репом. Разом зі своїм другом Джефом Таунзом (Ді-Джей Джеззі Джефф) та пізніше з Клеренсом Холмсом вони створили власний гурт Ді-Джей Джеззі Джефф & Свіжий Принц (англ. DJ Jazzy Jeff & The Fresh Prince). Гурт був неабияк популярним серед підлітків, виконував гумористичні скетчі у стилі реп і 1988 року навіть виграв приз Ґреммі. Вілл Сміт був настільки успішним у гурті, що по закінченні школи навіть відмовився від стипендії в коледжі. Популярність Сміта серед молоді привернула увагу продюсерів з телекомпанії Ен-Бі-Сі і 1990 року йому запропонували контракт у ситкомі «Свіжий Принц із Бел-Ейр» (англ. The Fresh Prince of Bel-Air).

### Акторська діяльність
У ситкомі «Свіжий Принц із Бел-Ейр» грав роль підлітка схожого на самого себе під своїм сценічним ім'ям — Свіжий Принц. Телесеріал, значною мірою завдяки комічному таланту Сміта, був дуже популярним серед американської аудиторії і вважається початком його акторської кар'єри. Коли ситком закрили 1996 року Вілл Сміт продовжив співати реп вже як сольний виконавець. Завдяки популярності в попередньому телесеріалі, того ж року його запросили на роль у фільмі «День незалежності» (англ. Independence Day), де він зіграв драматичну роль пілота винищувача у боротьбі проти інопланетних інтервентів. Ця стрічка стала блокбастером і закріпила за ним репутацію не тільки як комічного, але як і драматичного актора.
Наступною відомою роллю стала роль Агента Джей у комічному фільмі «Люди у чорному» (англ. Men in Black). Цей фільм став одним зі найпопулярніших у США й у всьому світі; Вілл Сміт зіграв і у сиквелі цього фільму, а також у декількох інших дуже популярних фільмах, таких як «Ворог держави», «Дикий, дикий Захід» (Фільм із тріском провалився, проте звукова доріжка до нього знову очолила американські чарти), «Я робот», «Я легенда».
В кінці 1990-х Вілл Сміт відмовився від головної ролі в «Матриці». У 2002—2003 знявся в сиквелах «Люди в чорному 2» і «Погані хлопці 2». Також брав участь в озвучуванні мультфільму «Підводна братва». А в 2005 на екрани вийшла комедія «Метод Хітча», що оповідає про хитрого і спритного доктора-свата, який може змусити будь-яку жінку в тебе закохатися.
Найбільшого визнання Вілл Сміт здобув за роль Мухаммеда Алі у фільмі «Алі» (2001). За роль у цьому фільмі його було номіновано на Оскара, але він не отримав підтримку журі. Іншою роллю, яка заслужила йому номінацію була роль Кріса Ґарднера у фільмі «У гонитві за щастям», але він знову не отримав нагороду. Завдяки цим ролям та участі у відомих блокбастерах він набув слави зірки міжнародного масштабу і є одним з високооплачуваних акторів Голлівуду.

## Приватне життя
Уперше Вілл Сміт одружився 1992 року з акторкою Шері Зампіно. 1992 року в них народився син Віллард Керрол Сміт ІІІ, більше знаний як Трей. Три роки потому шлюб розпався, але вже 1997 року він одружився з актрисою Джадою Пінкетт, з якою в них народилися син Джейден Крістофер Саєр Сміт та дочка Віллоу Камілл Рейн Сміт. У декількох фільмах Вілл з'являвся разом зі своїми дітьми, зокрема з Джейденом «У гонитві за щастям», «Після нашої ери» та з Віллоу «Я легенда». За рейтингом журналу Fortune, Вілл Сміт є одним з 40 найбагатших молодих людей Америки. Сім'я мешкає у приватному маєтку у Флориді, а також Лос-Анджелесі та Філадельфії.
В жовтні 2023 року Джада Пінкетт-Сміт заявила, що вже 7 років вони з Віллом Смітом проживають окремо. Хоча за документами подружжя не розлучене.  

## Фільмографія

### Актор
| Рік       |     | Українська назва                   | Оригінальна назва                               | Роль                        |
| --------- | --- | ---------------------------------- | ----------------------------------------------- | --------------------------- |
| 1990—1996 | с   | Принц з Беверлі-Гіллз              | The Fresh Prince of Bel-Air                     | Вільям Сміт                 |
| 1990      | с   | ABC Спеціально після школи         | ABC Afterschool Specials                        | Гаукер                      |
| 1991      | с   | Витончена квітка                   | Blossom                                         | принц                       |
| 1992      | ф   | День у місті ангелів               | Where the Day Takes You                         | Менні                       |
| 1993      | ф   | Зроблено в Америці                 | Made in America                                 | Ті Кейк Волтерс             |
| 1993      | ф   | Шість ступенів відчуження          | Six Degrees of Separation                       | Пол                         |
| 1995      | ф   | Погані хлопці                      | Bad Boys                                        | Майк Лоурі                  |
| 1996      | ф   | День незалежності                  | Independence Day                                | Капітан Стівен Гіллер       |
| 1997      | мс  | Казкові історії для всіх дітей     | Happily Ever After: Fairy Tales for Every Child | Піноккіо                    |
| 1997      | ф   | Люди в чорному                     | Men in Black                                    | Джей                        |
| 1998      | ф   | Ворог держави                      | Enemy of the State                              | Роберт Клейтон Дін          |
| 1999      | ф   | Дикий, дикий Захід                 | Wild Wild West                                  | капітан Джеймс Вест         |
| 2000      | кф  | Люди в чорному: Атака чужого       | Men in Black Alien Attack                       | Агент Джей                  |
| 2000      | ф   | Легенда Багера Ванса               | The Legend of Bagger Vance                      | Багер Ванс                  |
| 2001      | ф   | Алі                                | Ali                                             | Кассіус Клей / Мухаммед Алі |
| 2002      | ф   | Люди в чорному 2                   | Men in Black II                                 | Джей                        |
| 2003      | ф   | Погані хлопці 2                    | Bad Boys II                                     | Майк Лоурі                  |
| 2003—2004 | с   | Все про нас                        | All of Us                                       | Джонні                      |
| 2004      | ф   | Дівчина з Джерсі                   | Jersey Girl                                     | камео                       |
| 2004      | ф   | Я, робот                           | I, Robot                                        | Дел Спунер                  |
| 2004      | мф  | Підводна братва                    | Shark Tale                                      | Оскар                       |
| 2005      | ф   | Метод Хітча                        | Hitch                                           | Хітч                        |
| 2006      | ф   | У гонитві за щастям                | The Pursuit of Happyness                        | Кріс Гарднер                |
| 2007      | ф   | Я — легенда                        | I Am Legend                                     | Роберт Невіл                |
| 2008      | ф   | Хенкок                             | Hancock                                         | Джон Хенкок                 |
| 2008      | ф   | Сім душ                            | Seven Pounds                                    | Бен                         |
| 2012      | ф   | Люди в чорному 3                   | Men in Black 3                                  | Агент Джей                  |
| 2013      | ф   | Після нашої ери                    | After Earth                                     | Сайфер Рейдж                |
| 2013      | ф   | Телеведучий: Легенда продовжується | Anchorman 2: The Legend Continues               | репортер ESPN               |
| 2014      | ф   | Зимова фантазія                    | Winter's Tale                                   | суддя                       |
| 2015      | с   | Top Gear                           | Top Gear                                        | у ролі самого себе          |
| 2015      | ф   | Фокус                              | Focus                                           | Ніккі                       |
| 2015      | ф   | Оборонець                          | Concussion                                      | доктор Беннет Омалу         |
| 2016      | ф   | Загін самогубців                   | Suicide Squad                                   | Флойд Лоутон / Дедшот       |
| 2016      | ф   | Прихована краса                    | Collateral Beauty                               | Говард Інлет                |
| 2017      | ф   | Яскраві                            | Bright                                          | Деріл Ворд                  |
| 2019      | ф   | Студент року 2                     | Student of the Year 2                           | камео                       |
| 2019      | ф   | Аладдін                            | Aladdin                                         | Джин                        |
| 2019      | док |                                    | Dads                                            | у ролі самого себе          |
| 2019      | ф   | Двійник                            | Gemini Man                                      | Генрі Броган                |
| 2019      | мф  | Шпигуни під прикриттям             | Spies in Disguise                               | Ленс Стерлінг (голос)       |
| 2020      | ф   | Погані хлопці 3                    | Bad Boys 3                                      | Майк Лоурі                  |
| 2021      | ф   | Король Річард                      | King Richard                                    | Річард Вільямс              |
| 2022      | ф   | Звільнення                         | Emancipation                                    | Пітер                       |
| 2024      | ф   | Погані хлопці: Все або нічого      | Bad Boys: Ride or Die                           | Майк Лоурі                  |

### Продюсер
| Рік       |     | Українська назва            | Оригінальна назва                       | Роль                                    |
| --------- | --- | --------------------------- | --------------------------------------- | --------------------------------------- |
| 1995—1996 | с   | Принц з Беверлі-Гіллз       | The Fresh Prince of Bel-Air             | сценарист, виконавчий продюсер          |
| 2002      | ф   | Шоу починається             | Showtime                                | виконавчий продюсер                     |
| 2003      | в   | Роби або помри              | Ride or Die                             | виконавчий продюсер                     |
| 2003—2007 | с   | Все про нас                 | All of Us                               | режисер, сценарист, виконавчий продюсер |
| 2004      | ф   | Я, робот                    | I, Robot                                | виконавчий продюсер                     |
| 2004      | ф   | Масовка                     | The Seat Filler                         | виконавчий продюсер                     |
| 2004      | ф   | Рятуючи обличчя             | Saving Face                             | продюсер                                |
| 2005      | ф   | Метод Хітча                 | Hitch                                   | продюсер                                |
| 2005      | ф   | Вілл Сміт: Живий концерт    | Will Smith: Live in Concert             | виконавчий продюсер                     |
| 2006      | ф   | Поза законом                | ATL                                     | продюсер                                |
| 2006      | ф   | У гонитві за щастям         | The Pursuit of Happyness                | продюсер                                |
| 2008      | ф   | Хенкок                      | Hancock                                 | продюсер                                |
| 2008      | ф   | Таємне життя бджіл          | The Secret Life of Bees                 | продюсер                                |
| 2008      | ф   | Людський контракт           | The Human Contract                      | виконавчий продюсер                     |
| 2008      | ф   | Небезпечно жити на Лейкв'ю  | Lakeview Terrace                        | продюсер                                |
| 2008      | ф   | Сім душ                     | Seven Pounds                            | продюсер                                |
| 2010      | ф   | Карате кід                  | The Karate Kid                          | продюсер                                |
| 2012      | ф   | Отже, війна                 | This Means War                          | продюсер                                |
| 2012      | док | Свободу Анджелі             | Free Angela and All Political Prisoners | виконавчий продюсер                     |
| 2013      | с   | Ток-шоу Квін Латіфи         | The Queen Latifah Show                  | продюсер                                |
| 2013      | ф   | Після нашої ери             | After Earth                             | продюсер, сценарист                     |
| 2014      | ф   | Енні                        | Annie                                   | продюсер                                |
| 2016      | ф   | Американська гордість       | The American Can                        | продюсер                                |
| 2018      | ф   | Усім хлопцям, яких я кохала | To All the Boys I've Loved Before       | продюсер                                |
| 2018—2021 | с   | Кобра Кай                   | Cobra Kai                               | виконавчий продюсер                     |
| 2020      | ф   | Життя за рік                | Life in a Year                          | виконавчий продюсер                     |

## Дискографія
- 1987: Rock The House
- 1988: He's The DJ, I'm The Rapper
- 1989: And In This Corner…
- 1991: Homebase
- 1993: Code Red
- 1997: Big Willie Style
- 1997: Men in Black: The Album
- 1998: D.J. Jazzy Jeff & The Fresh Prince — Greatest Hits
- 1999: Willennium
- 2002: Born To Reign
- 2002: Men in Black II (MIIB): Music from the Motion Picture
- 2002: Greatest Hits
- 2005: Lost and Found

## Нагороди та номінації
| Нагорода                          | Рік  | Категорія                                                 | Робота                 | Результат |
| --------------------------------- | ---- | --------------------------------------------------------- | ---------------------- | --------- |
| Оскар                             | 2002 | Найкраща чоловіча роль                                    | Алі                    | Номінація |
| Оскар                             | 2007 | Найкраща чоловіча роль                                    | У гонитві за щастям    | Номінація |
| Оскар                             | 2022 | Найкраща чоловіча роль                                    | Король Річард          | Перемога  |
| Оскар                             | 2022 | Найкращий фільм                                           | Король Річард          | Номінація |
| BAFTA Film Awards                 | 2022 | Найкраща чоловіча роль                                    | Король Річард          | Перемога  |
| Золотий глобус                    | 1993 | Найкраща чоловіча роль у телесеріалі — комедія або мюзикл | Принц із Беверлі-Гіллз | Номінація |
| Золотий глобус                    | 1994 | Найкраща чоловіча роль у телесеріалі — комедія або мюзикл | Принц із Беверлі-Гіллз | Номінація |
| Золотий глобус                    | 2002 | Найкраща чоловіча роль — драма                            | Алі                    | Номінація |
| Золотий глобус                    | 2007 | Найкраща чоловіча роль — драма                            | У гонитві за щастям    | Номінація |
| Золотий глобус                    | 2016 | Найкраща чоловіча роль — драма                            | Оборонець              | Номінація |
| Золотий глобус                    | 2022 | Найкраща чоловіча роль — драма                            | Король Річард          | Перемога  |
| Премія Гільдії кіноакторів США    | 2007 | Найкраща чоловіча роль                                    | У гонитві за щастям    | Номінація |
| Премія Гільдії кіноакторів США    | 2022 | Найкраща чоловіча роль                                    | Король Річард          | Перемога  |
| Премія Гільдії кіноакторів США    | 2022 | Найкращий акторський склад в ігровому кіно                | Король Річард          | Номінація |
| AACTA International Awards        | 2022 | Найкраща чоловіча роль                                    | Король Річард          | Номінація |
| Національна рада кінокритиків США | 2021 | Найкраща чоловіча роль                                    | Король Річард          | Перемога  |

## Цікаві факти
- Після нападу на Кріса Рока під час 94-ї церемонії вручення премії Оскар Сміту заборонили брати участь у подіях, пов’язаних з «Оскаром» впродовж наступних 10 років.[7]
- У ЗМІ Вілл Сміта називають «містер липень» через те, що більшість блокбастерів за його участі виходить у липні.[8]
- Вілл Сміт назвав фільм «У гонитві за щастям» найкращим фільмом у своїй кар'єрі. На друге місце актор поставив першу частину «Люди в Чорному», а далі «Я — легенда» і «Король Річард».[9]
- Найбільше шкодує в кар'єрі, що відмовився від ролі Нео у фільмі «Матриця».
- Вільно володіє іспанською[10].